# Zavijava
Zavijava eller Beta Virginis ( β Virginis, förkortat Beta Vir,  β Vir) som är stjärnans Bayerbeteckning, är en blåvit dvärgstjärna belägen i västra delen av stjärnbilden Jungfrun. Den har en skenbar magnitud på 3,604, är synlig för blotta ögat, men är (trots beteckningen beta) endast den femte ljusaste stjärnan i stjärnbilden. Baserat på parallaxmätning inom Hipparcosuppdraget på ca 91,5 mas, beräknas den befinna sig på ett avstånd av 35,7 ljusår (10,9 parsek) från solen. Eftersom det ligger nära ekliptikan kan den förmörkas av månen och (mycket sällan) av planeter. Nästa planetockultation av Zavijava kommer att äga rum den 11 augusti 2069 av Venus.

## Nomenklatur
Beta Virginis har de traditionella namnen Zavijava (även Zavijah, Zavyava och Zawijah ) och Alaraph. Zavijava kommer från det arabiska زاوية العواء zāwiyat alc awwa "hörnet för en skällande (hund)". År 2016 organiserade Internationella astronomiska unionen en arbetsgrupp för stjärnnamn (WGSN) med uppgift att katalogisera och standardisera riktiga namn för stjärnor. WGSN fastställde namnet Zavijava för denna stjärna den 21 augusti 2016 vilket nu är angivet i IAU:s Catalog of Star Names.

## Egenskaper
Zavijava är en blåvit stjärna i huvudserien av typ F och av spektralklass F9 V. Stjärnan har en massa som är 1,25 gånger större än solens och en uppskattad radie som är omkring 1,7 gånger solens radie. Den avger från sitt yttre sikt omkring 3,6 gånger mer energi än solen vid en effektiv temperatur på 6 132 K.
Enligt Nelson & Angel (1998), kan Zavijava vara värd för två eller tre jätteplaneter i vida banor. Observatörer vid McDonald Observatory har satt gränser för närvaron av en eller flera planeter med massor mellan 0,16 och 4,2 Jupitermassor och genomsnittliga separationer på mellan 0,05 och 5,2 astronomiska enheter.